# ボブ佐久間
ボブ 佐久間（ボブ さくま、1949年5月5日 - ）は、日本の作曲家、編曲家。兵庫県宝塚市出身。

## 略歴
4歳の頃よりヴァイオリンとピアノを始め、京都市立堀川高等学校音楽科（現京都市立京都堀川音楽高等学校）を卒業後、東京交響楽団に第一ヴァイオリン奏者として入団。しかし、経済的理由から東京交響楽団を退団しピアニストとしてクラブなどでの演奏を行うようになる、この頃、同様に下積みであったSHŌGUNの長岡道夫や五木ひろしと交友を持ち、後に五木の曲のステージアレンジを担当することになる。
1972年、「恋のドブネズミ」が第1回東京音楽祭で注目を浴び作曲家としてメジャーデビューを果たす。以降、ドラマやCM音楽などの作編曲家として活動。この時期はアストロ・ミュージックに所属し小林亜星や山下毅雄の編曲を多数こなす。
本業歌手ではないが、アルバム『Bob Sings Bob』では歌声も披露している。
1977年、国内の仕事に区切りをつけハリウッドに居を移し、1985年までの音楽修業に入る。
1995年、名古屋フィルハーモニー・ポップスオーケストラ音楽監督、常任指揮者に就任。2012年まで務めた。
2019年5月22日(水)～26日(日)、Bunkamura オーチャードホールにて、V6坂本昌行がおくるコンサート『ONE MAN STANDING 2019 The Greatest Symphony』にてミュージック　ディレクター　編曲、指揮を務めた。

## 担当作品

### ドラマ
- スーパーロボット レッドバロン
- 特別機動捜査隊（1976-77年のみ）
- 時間ですよ・昭和元年
- 寺内貫太郎一家2
- 東芝日曜劇場 「微笑みの秋」
- 浮浪雲（ビートたけし版）
- おかみ三代女の戦い
- 番茶も出花
- 深夜特急
- スキッと一心太助

### アニメ
- 科学忍者隊ガッチャマン
- 冒険コロボックル
- 宇宙の騎士テッカマン
- ゴワッパー5 ゴーダム

### ゲーム
- 提督の決断III

### テレビ
- クイズダービー
- ぴったし カン・カン
- 料理バンザイ!
- モモコクラブ
- アッコのおかしな仲間
- クイズ日本人の質問
- 爆笑オンエアバトル - 本番組を担当していることがTHE GEESEのネタにある
- いい旅・日本
- 音楽の日（メドレー編曲・指揮、2012年〜）
- サウンド・イン"S"（Sound inn S）BS-TBS 2020年7月11日 放送 #64：Memorial for Katsuhisa Hattori

### 楽曲提供
- クニ河内
  - おれはガロガ（1973年、『流星人間ゾーン』挿入歌）[1]
- 西城秀樹
  - エキサイティング秀樹 - ちぎれた愛/情熱の嵐（1973年、編曲担当）
    - 奪いたい人
    - ふたりの秘密
- 少年隊
  - ミュージカル プレゾン"ミステリー"抜粋 （1986年、編曲担当）
  - 続・じれったいね(海外版)（1988年、編曲担当）
  - Let’s Go to Tokyo（1990年、編曲担当）

### 出版
- 『ボブ佐久間の弦楽四重奏コンサート・レパートリー』ヤマハミュージックメディア
  - 〜愛の讃歌〜
  - 〜糸〜

## 出演
- 寺内貫太郎一家 第39話（1974年） - 特別出演
  - 寺内貫太郎一家2 第21話（1975年） - 玉木さん（石貫裏のピアノの音がする家の住人：設定のみで実際出演無し）
- 水戸黄門第43部 第19話（2011年） - 安井積山
- ありがとう浜村淳です（2015年5月1日、MBSラジオ）
- サンスター 文化の泉 ラジオで語る昭和のはなし（2021年8月8日、TBSラジオ）